# Aiko af Japan
Aiko, prinsesse Toshi (敬敬宮愛子内親王 Toshi-no-miya Aiko Naishinnō, født 1. december 2001) er det eneste barn af kejser Naruhito og kejserinde Masako af Japan.